# 莫斯基兴
莫斯基兴是奥地利施蒂利亚州沃茨伯格县的一个市镇。总面积17.94平方公里，总人口1960人，人口密度109.3人/平方公里（2005年）。